# Józef Kostecki
Józef Kostecki (1923 – Varsavia, 1980) è stato un attore polacco.
Diplomatosi nel 1948 all'Accademia teatrale di Varsavia, è noto soprattutto per aver interpretato il ruolo del granduca di Lituania Vitoldo nel film di Aleksander Ford I cavalieri teutonici.

## Biografia
Józef Eugeniusz Kostuch (nome di battesimo) nacque il 26 febbraio 1922 a Cracovia. Nel 1945 entrò nella scuola per attori del Teatro Vecchio e poi si trasferì alla Scuola nazionale di teatro di Łódź, prima di trasferirsi definitivamente a Varsavia e diplomarsi all'Accademia di teatro. Negli anni Quaranta apparve sul palcoscenico del Teatro polacco di Poznań, del Teatro dell'esercito polacco di Łódź e del Teatro Aleksander Węgierko di Białystok prima di entrare a far parte del Teatro Współczesny di Varsavia (1949-1954) e poi del Teatro Ateneum (1954-1972).
Nel corso della sua carriera, interpretò soprattutto ruoli di personaggi freddi, cinici e distaccati di mezza età, alternandoli ad amanti e personaggi comici. Lavorò anche in numerosi film, tra cui Podhale in fiamme, Eroica di Andrzej Munk, I cavalieri teutonici, Il sergente d'artiglieria Kaleń e la serie televisiva Stawka większa niż życie, oltre a numerose pellicole girate per il Teatro Televisivo. Vanno infine menzionati gli spettacoli teatrali registrati per la Telewizja Polska.
Kostecki si ritirò nel gennaio 1973. Morì il 18 agosto 1980 a Varsavia e fu sepolto nel cimitero Wólka Węglowa della capitale polacca.